# Єреванська вулиця (Київ)
 Єреван́ська ву́лиця — вулиця в Солом'янському районі міста Києва, житловий масив Першотравневий. Пролягає від площі Космонавтів та Чоколівського бульвару до вулиці Генерала Воробйова.
Прилучаються вулиці Авіаконструктора Антонова, Лондонська, Джохара Дудаєва та Козицького.

## Історія
Вулиця виникла в 2-й половині 50-х років XX століття під назвою 503-а Нова, з 1957 року — Тетіївська. Сучасна назва — з 1959 року.
На багатьох офіційних покажчиках помилково українською вказано: вулиця Ереванська.
Під вулицею протікає струмок Кадетський Гай, повністю взятий у колектор під час будівництва Першотравневого масиву. 

## Установи та заклади
- № 2 — Київгаз, управління експлуатації Солом'янського району;
- № 3 а — ЖЕК № 901;
- № 6 — поліклініка № 3 Солом'янського району;
- № 9 — Прометей, Київський фізкультурно-спортивний клуб інвалідів;
- № 11 — театр-студія «Дивний замок»;
- № 12 — Київське вище професійне училище швейного та перукарського мистецтва;
- № 13 — бібліотека ім. О. Донченка для дітей;
- № 16 а — дитячий садок № 360;
- № 20 — СЗШ № 166;
- № 23 — Спортивна дитячо-юнацька школа олімпійського резерву № 5;
- № 25 — Відділ громадянства, реєстрації та імміграції фізичних осіб ГУ МВС України

## Зображення

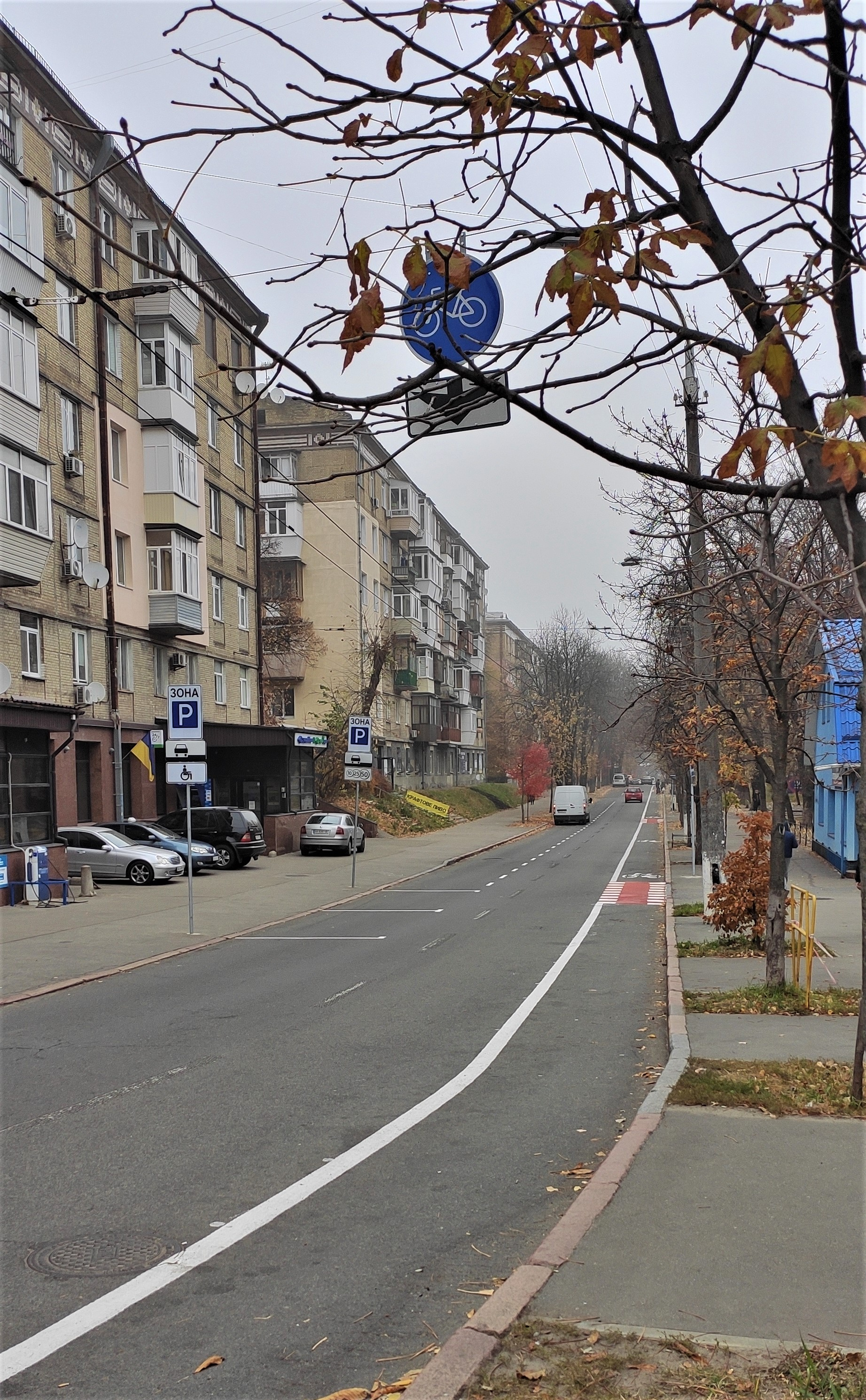
Початок вулиці, жовтень 2021 року
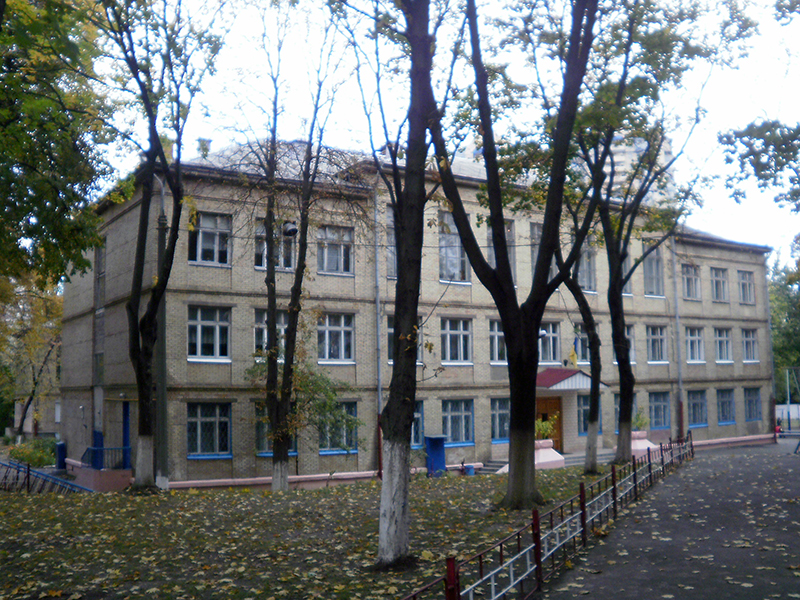
школа № 166, типовий проєкт 2-02-73, 1960 р.